# Samiondji
Samiondji est une localité située dans le Sud du Bénin, dans le département de Zou et la commune de Zagnanado, à 32 km de Covè. Elle abrite une ferme d'élevage bovin réputée (FES).

## Climat
Il est intermédiaire entre le climat subéquatorial maritime et le climat soudano-guinéen. La température annuelle moyenne avoisine 29 °C. Les précipitations sont de l'ordre de 1 000 mm par an. 

On observe quatre saisons :
- une grande saison sèche (novembre à mars)
- une grande saison des pluies (mars à juillet)
- une petite saison sèche (juillet à août)
- une petite saison des pluies (août à novembre[2]).

## Végétation

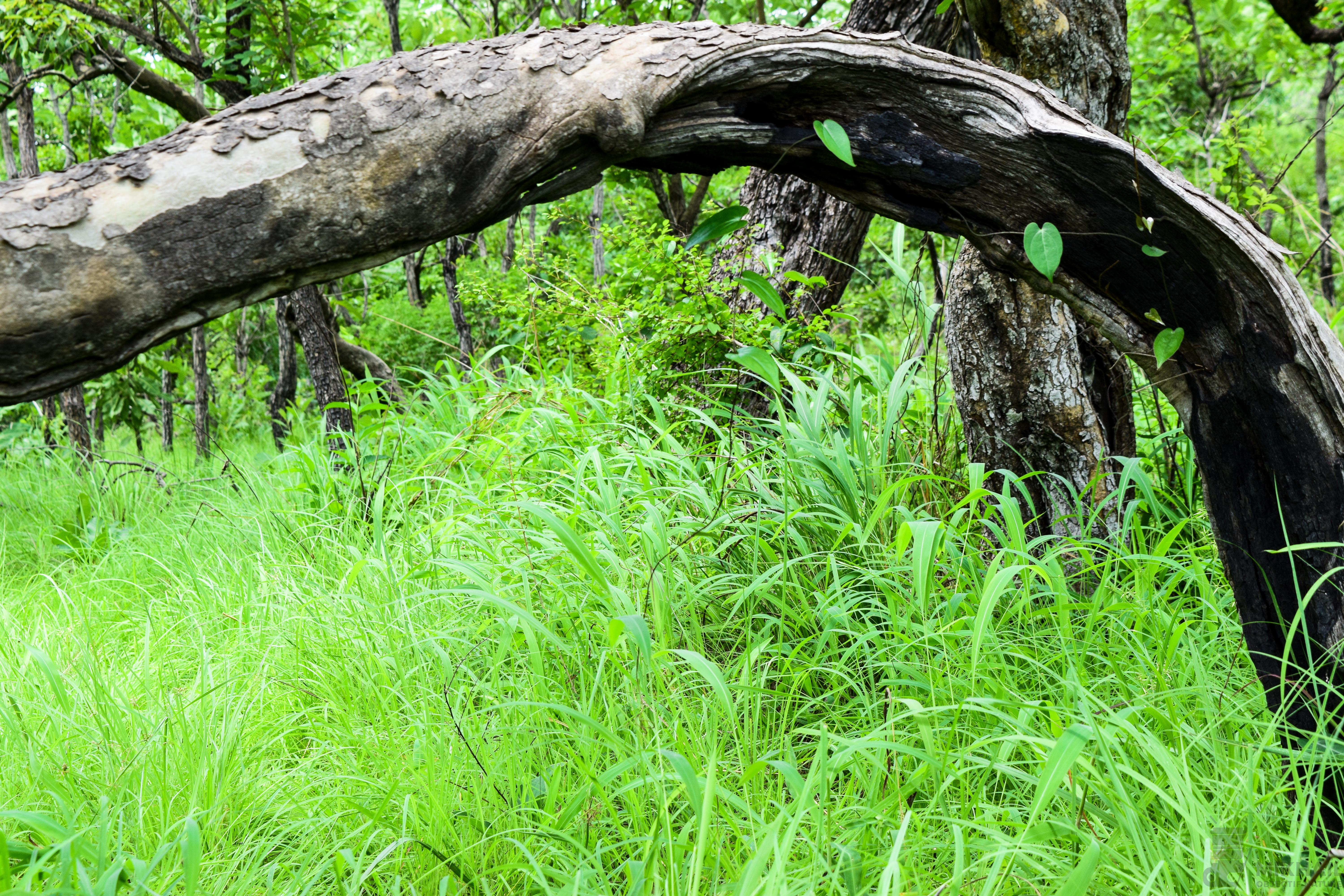
Flore.

Spécimens collectés à Samiondji.
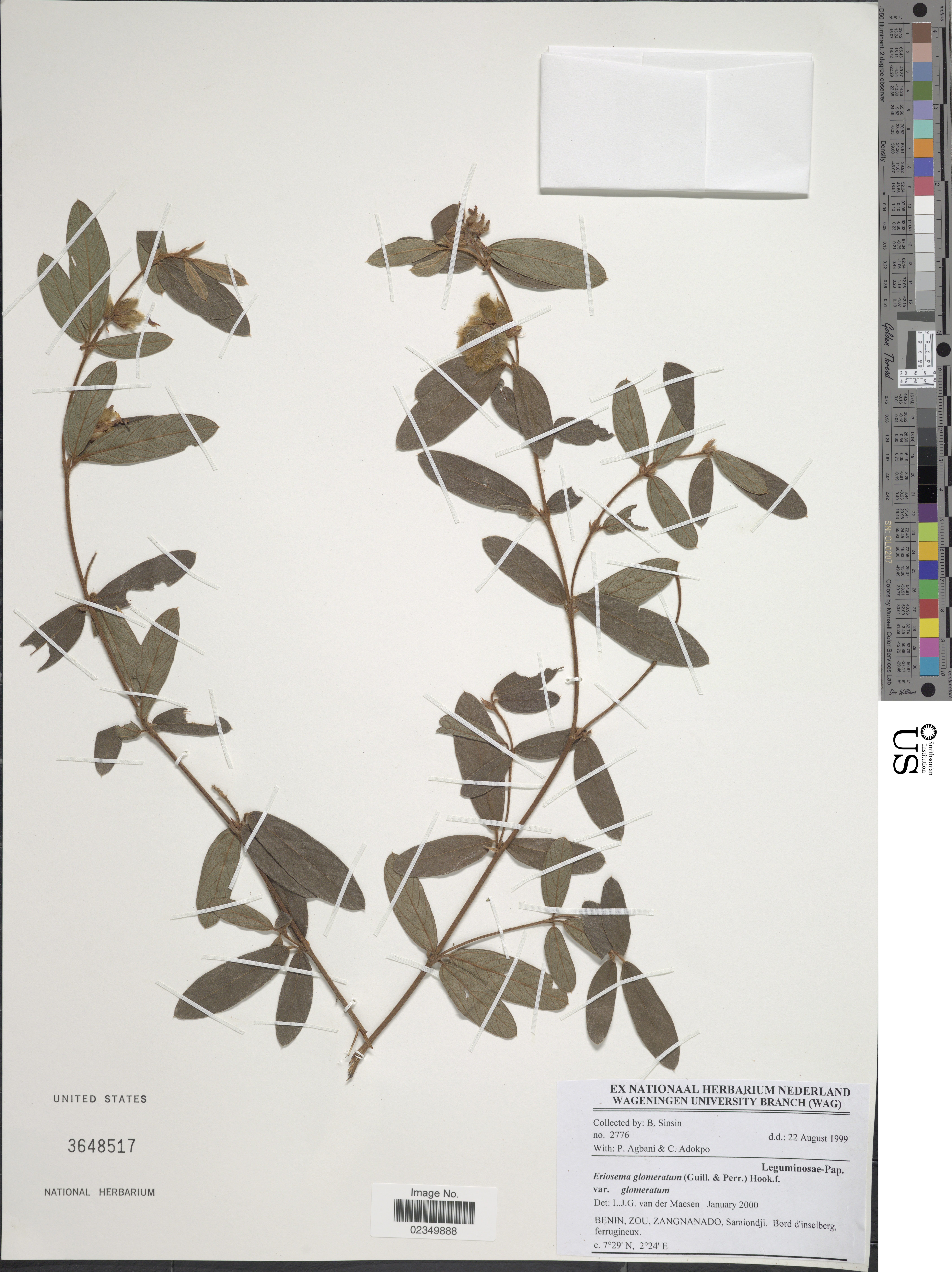
Eriosema glomeratum.
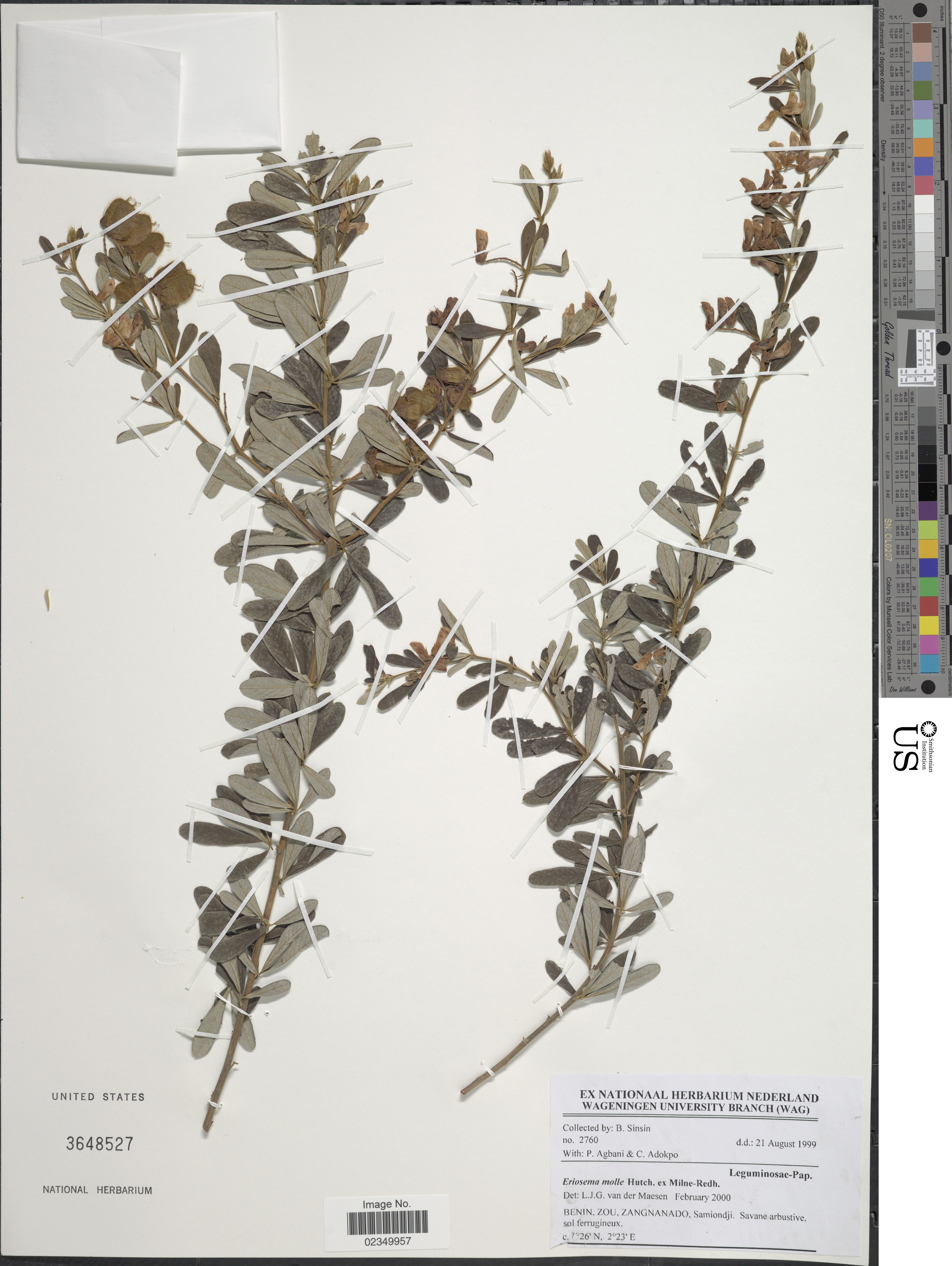
Eriosema molle.
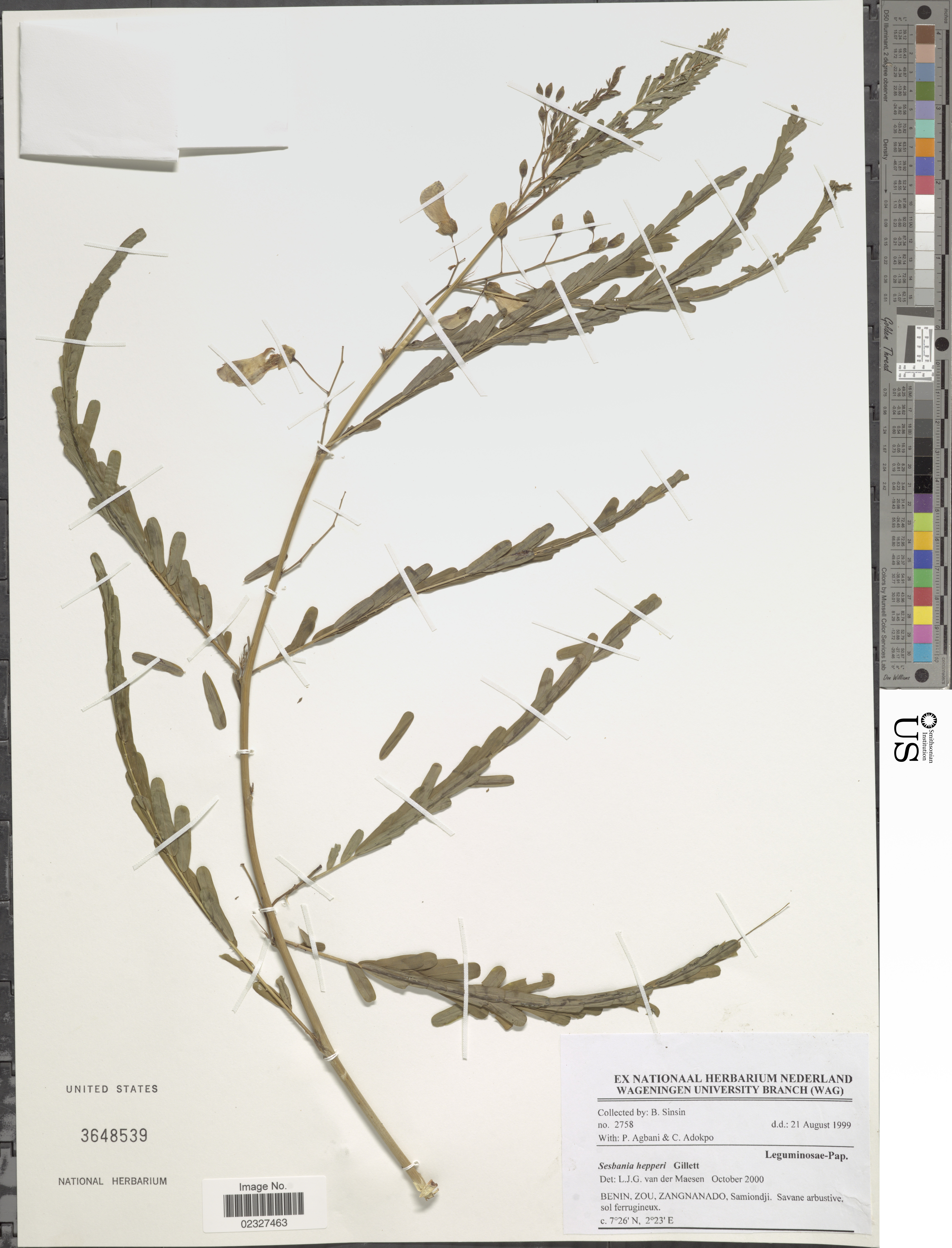
Sesbania hepperi.

## Économie
La ferme d'élevage de Samiondji (FES) appartient à l'État. Elle a été créée en 1975, sous financement du PNUD (Programme des Nations unies pour le développement), de la société (publique) de développement des ressources animales (SODERA) et du ministère des fermes d'État de l'élevage et de la pêche (MFEEP). À l'origine sa mission était d'élever et de dresser des animaux pour la culture attelée et de développer la race Lagunaire. 
Totalement ceinturée par le fleuve Ouémé et ses affluents (Aïsagbo, Gbanan, Tèwi), la ferme couvre une superficie estimée, selon les sources, entre 3 600 hectares et 5 000 hectares. La végétation est essentiellement constituée de savanes. 
En 2016 on y a dénombré 69 bovins de race Borgou, dont 27 vaches. Le ferme possède également des Lagunaire et des métis Azawak x Lagunaire.
Les fourrages exploités sont : Brachiaria ruziziensis, Panicum, Moringa oleifera, Andropogon gayanus,et Stylosanthes guineensis.

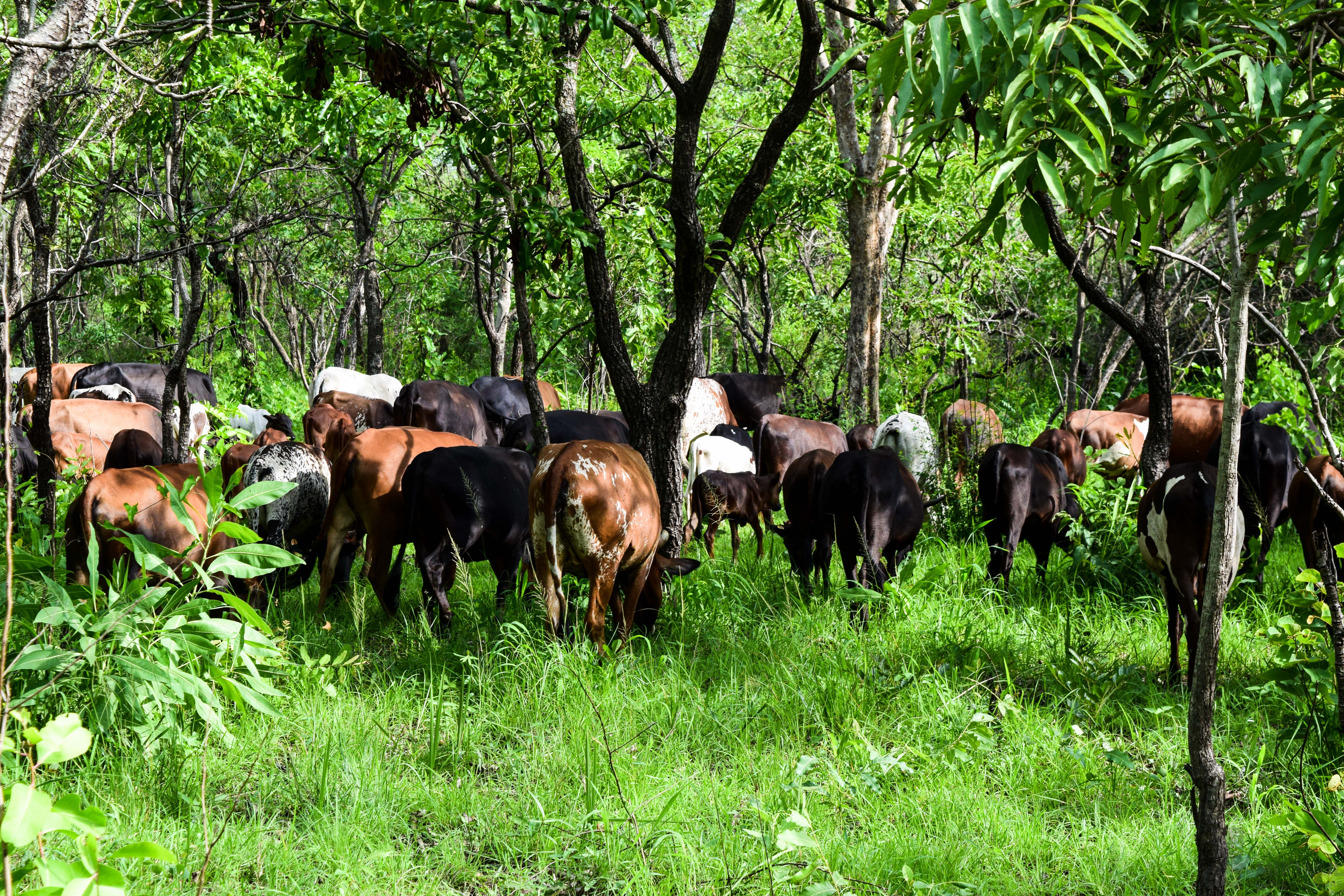
Bovins au pâturage.
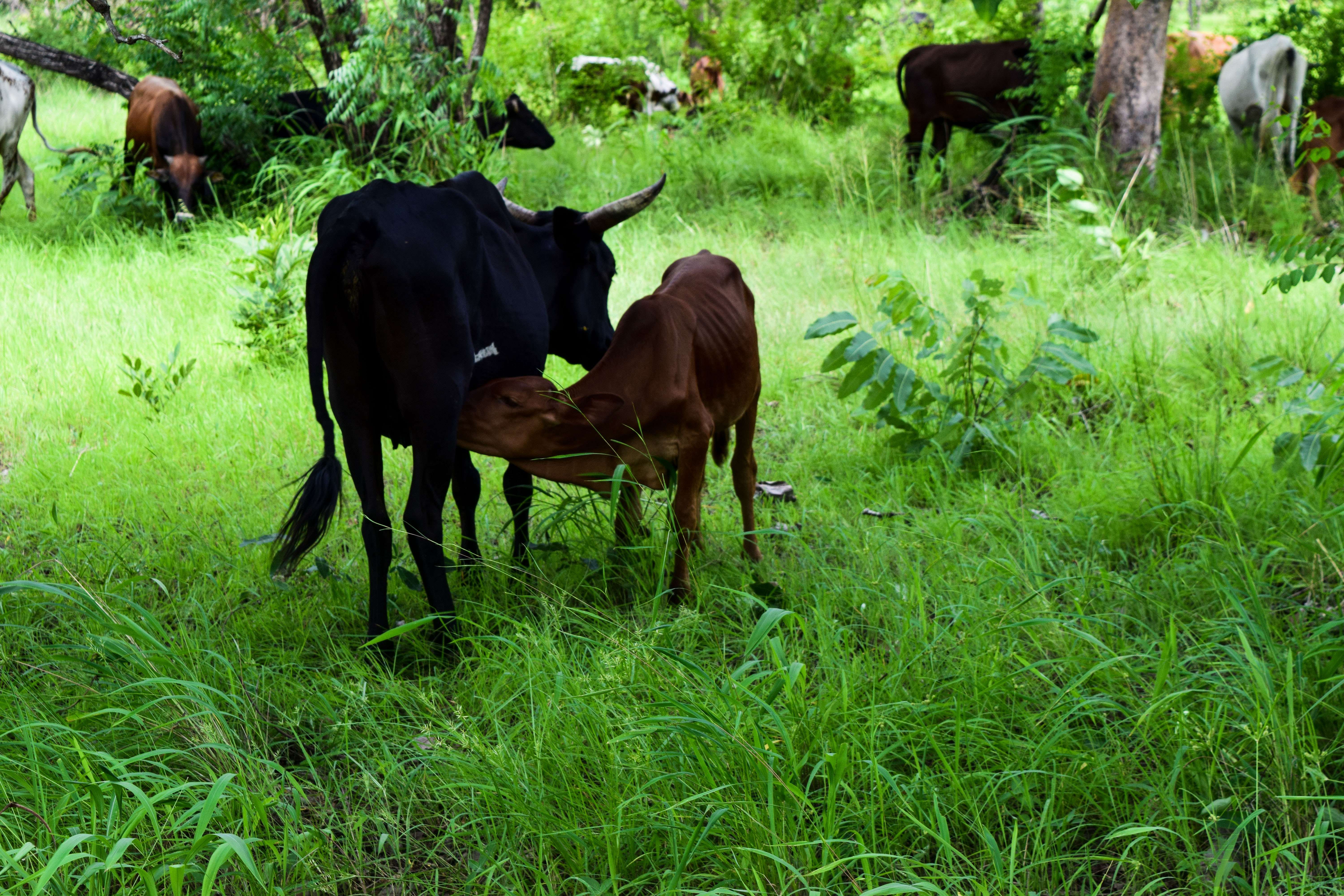
Une vache et son veau.
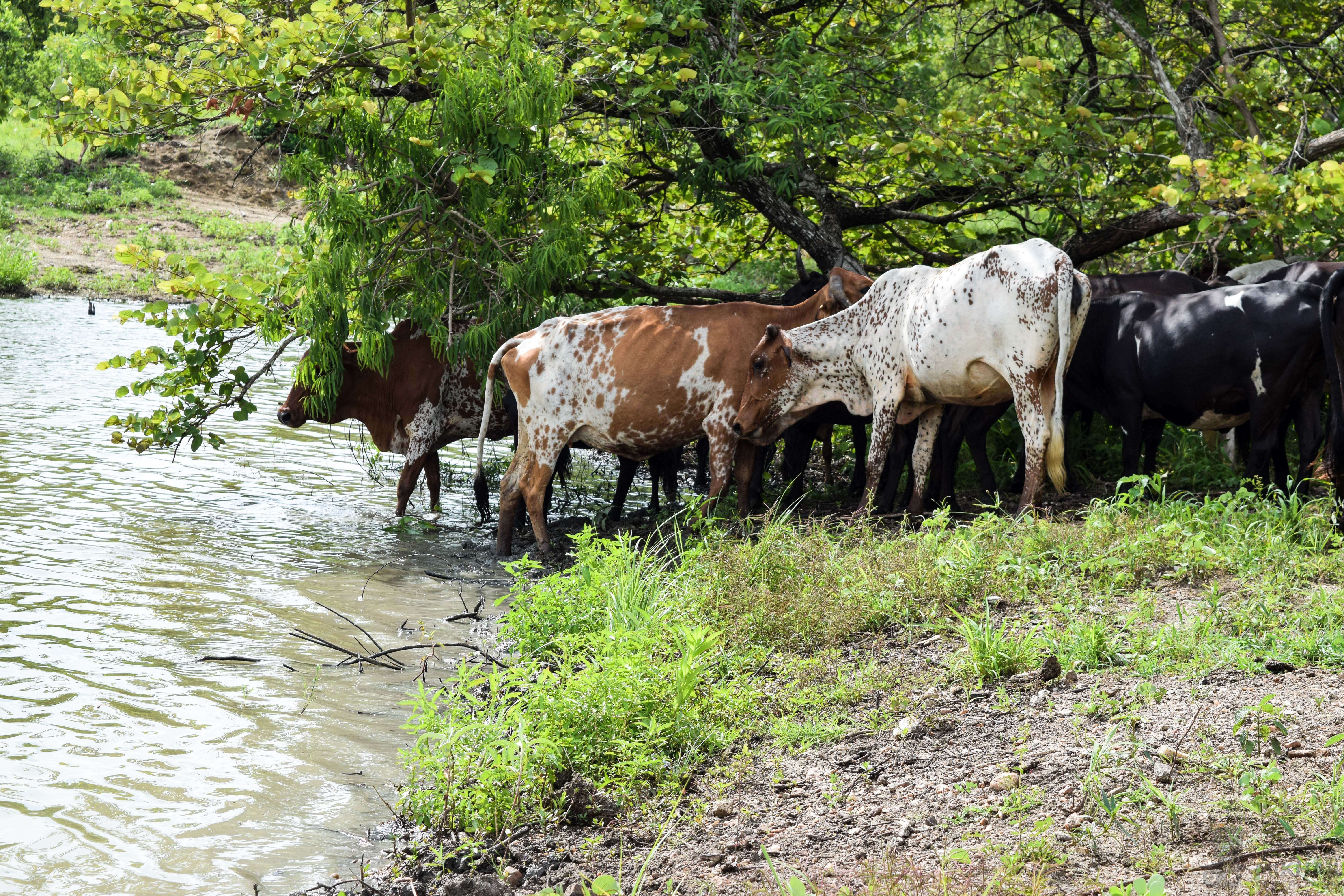
Abreuvage d'un troupeau de bœufs.
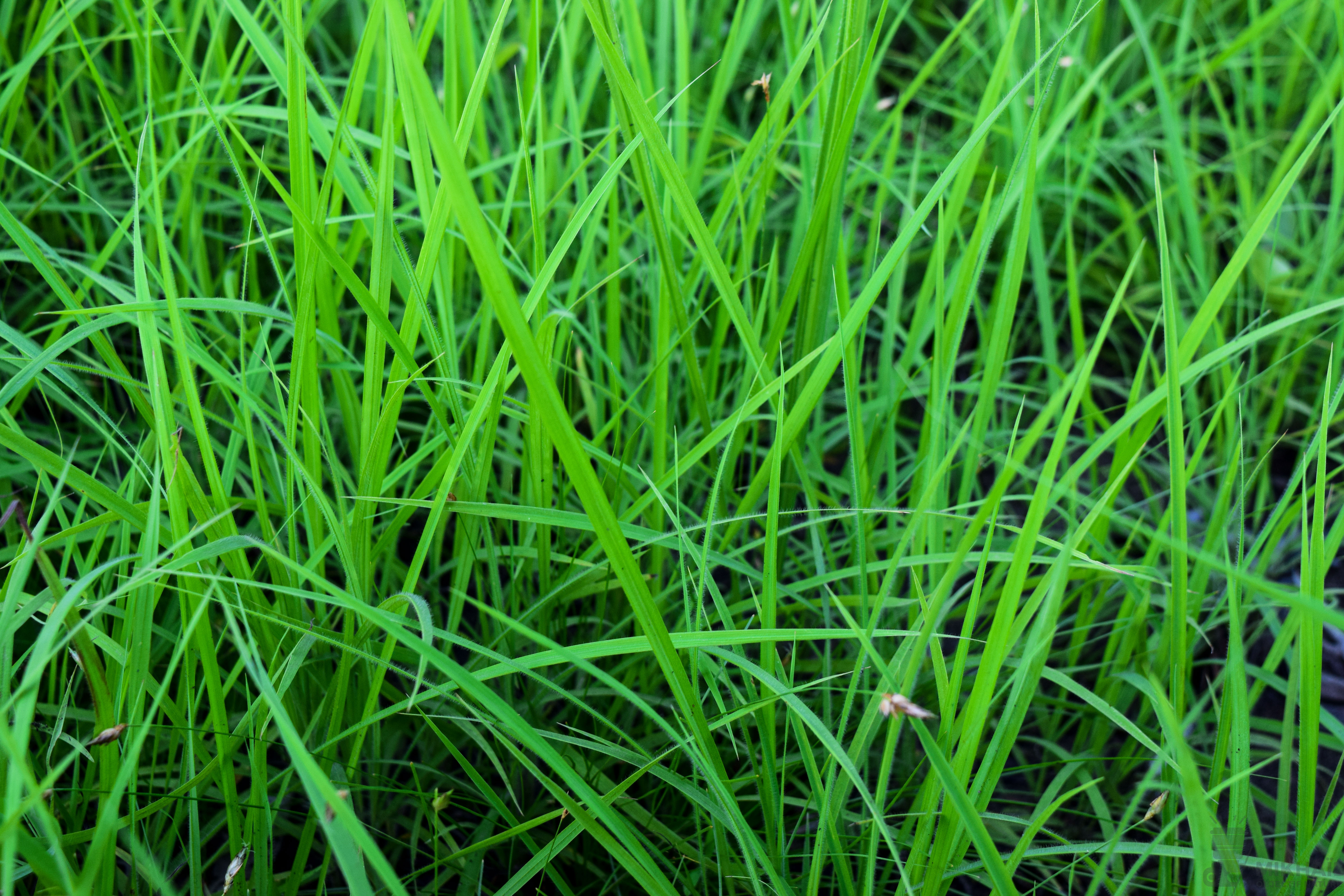
Fourrage utilisé.

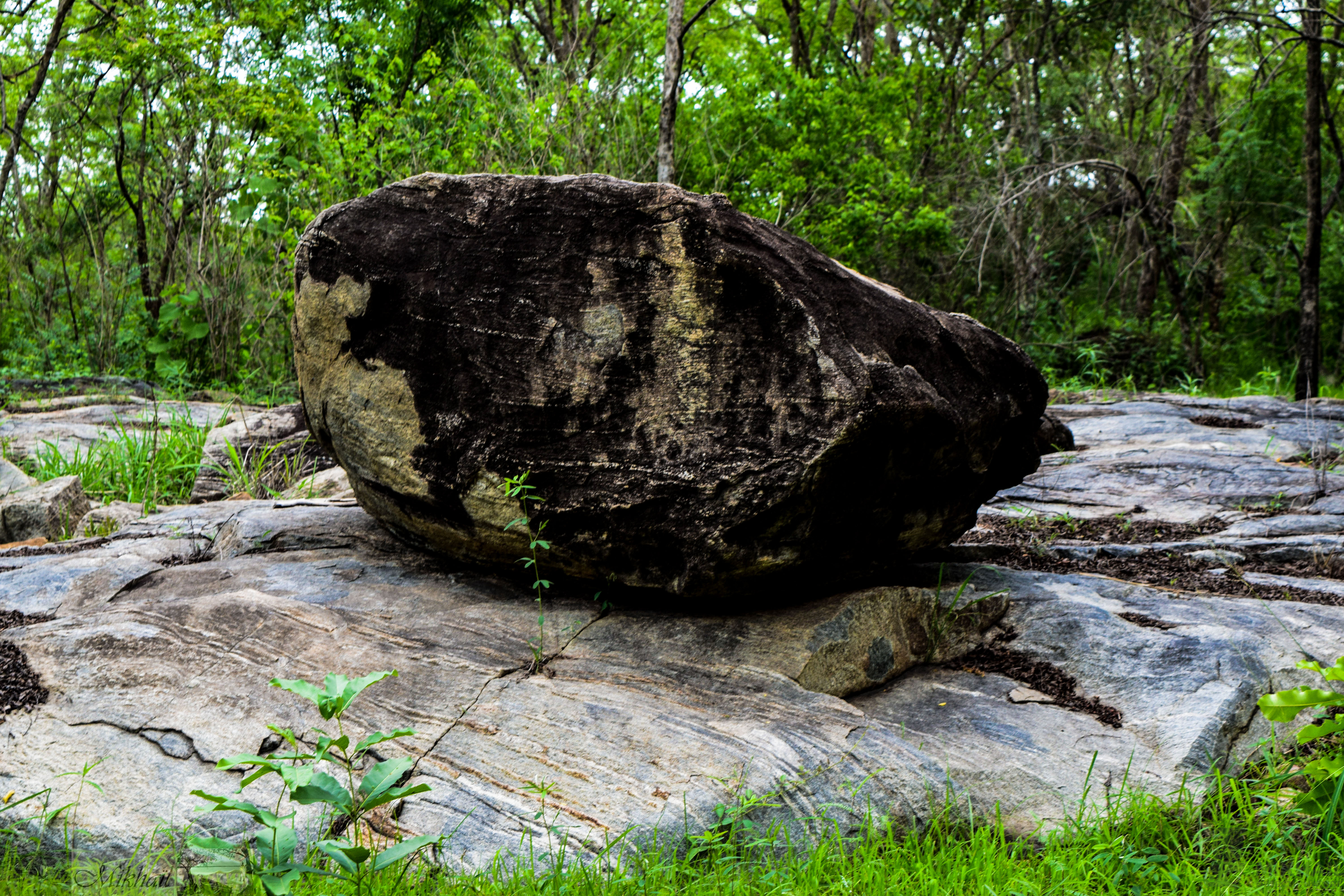
La nature.

Samiondji est également une importante zone de pêche.

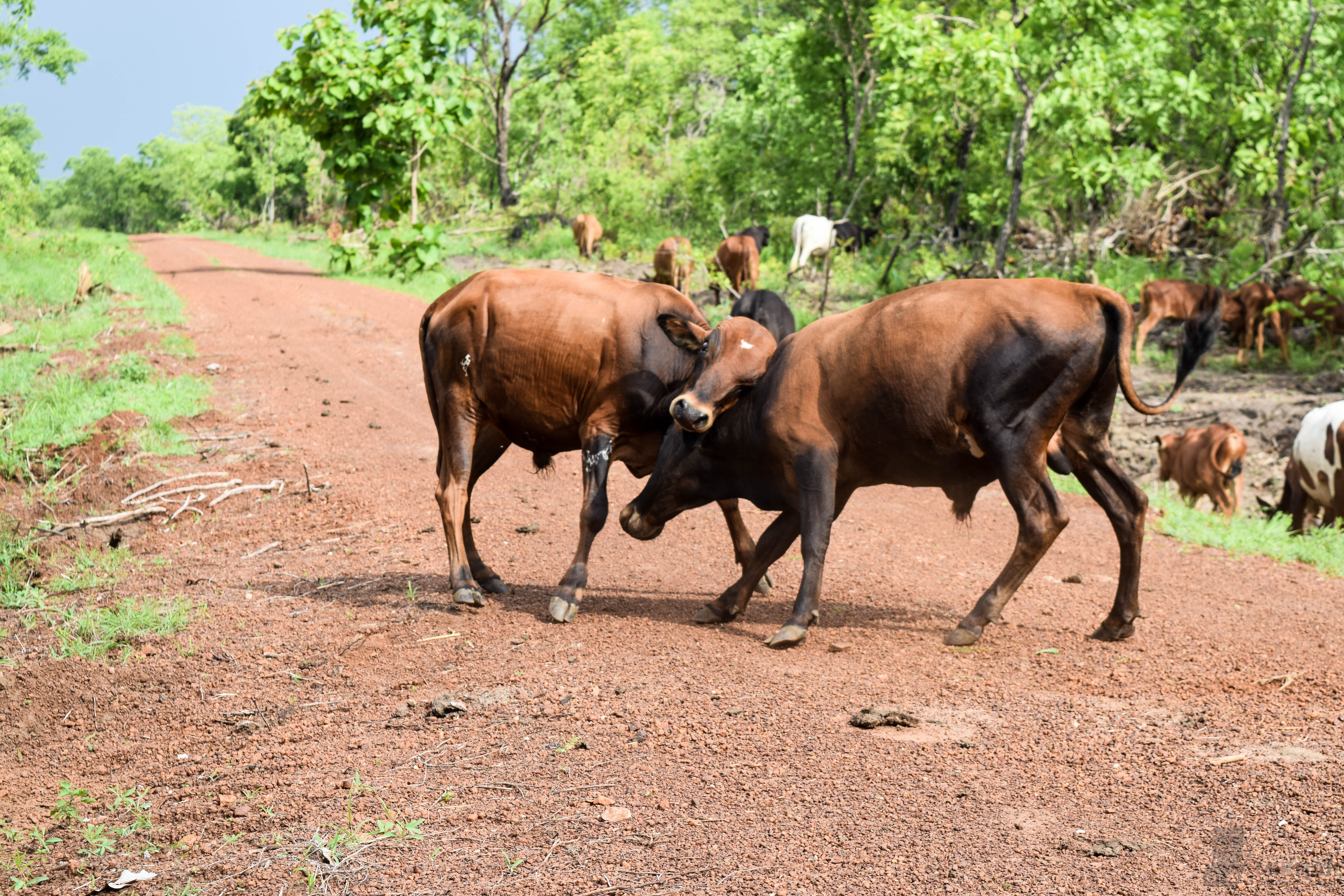
Bovins.